# Masdevallia wurdackii
Masdevallia wurdackii är en orkidéart som beskrevs av Charles Schweinfurth. Masdevallia wurdackii ingår i släktet Masdevallia och familjen orkidéer. Inga underarter finns listade i Catalogue of Life.